# Christine Jean
Christine Jean, sinh tại Nantes năm 1957, là nhà sinh học người Pháp, chuyên về thủy văn học ở sông.

## Cuộc đời và Sự nghiệp
Christine Jean tốt nghiệp Bằng nghiên cứu chuyên sâu ở Trường cao đẳng Nông nghiệp và Công nghiệp Thực phẩm quốc gia (École nationale supérieure d'agronomie et des industries alimentaires) tại Nancy và bằng Cao đẳng chuyên môn về Phòng thí nghiệm Thủy văn học (Diplôme d'études supérieures spécialisées du Laboratoire d'Hydrologie) của Đại học Metz. Bà là nhà khoa học và nhà đàm phán có thiên tài.
Bà là người điều phối "Comité Loire Vivante" (Ủy ban sông Loire sống) từ năm 1987 tới 2000 và là chủ tịch danh dự của tổ chức "SOS Loire vivante". Bà đã cùng tổ chức "SOS Loire vivante" đấu tranh để người ta không đắp các đập chắn trên sông Loire, sông dài nhất của Pháp.
Năm 1992 bà đã đoạt Giải Môi trường Goldman.
Năm 1999, bà có tên trên danh sách "Các anh hùng của hành tinh" của tạp chí Time

## Đời tư
Christine Jean có hai người con